# Радіаційний контроль
Радіаційний неруйнівний контроль - контроль за дотриманням норм радіаційної безпеки й основних санітарних правил роботи з радіоактивними речовинами та іншими джерелами іонізуючого випромінювання. Заснований на реєстрації й аналізі проникаючого іонізуючого випромінювання після взаємодії його з об'єктом контролю. Найбільш широко використовують для контролю рентгенівське і гамма-випромінювання.

## Загальний опис
Усі радіаційні методи контролю засновані на законі послаблення інтенсивності випромінювання, яке проходить через контрольований об'єкт. За результатами виміру інтенсивності випромінювання визначають наявність у ньому дефектів - раковин, включень тощо. 
- Рентгенівське, γ-випромінювання й гальмівне випромінювання - високочастотні електромагнітні хвилі, які розповсюджуються із швидкістю світла у вакуумі;
- α-випромінювання - потоки ядер гелію ({\displaystyle \mathrm {{}_{2}^{4}He} });
- β-випромінювання - потоки електронів або позитронів;
- Нейтронне (протонне) випромінювання - потоки нейтронів (протонів), які виникають за ядерних реакцій.

Таким чином, при радіаційному контролі в якості джерел іонізуючих випромінювань обираються рентгенівські апарати (рентгенівські трубки), прискорювачі заряджених частинок (електронів) та радіоактивні ізотопи. 
Рентгенівські апарати є джерелами характеристичного й гальмівного випромінювань у широкому діапазоні енергій (0,5-100 кеВ). 
Нехай {\displaystyle f(x)} - коефіцієнт поглинання рентгенівських променів об'єктом у точці {\displaystyle x,} тобто
{\displaystyle {\frac {\Delta I}{I}}=f(x)\Delta x.}
Через {\displaystyle I_{0}} позначається інтенсивність прямолінійного променя {\displaystyle L,} через {\displaystyle I_{1}} - його інтенсивність після проходження через тіло. В силу закону Бугера-Ламберта-Бера маємо
{\displaystyle {\frac {I_{0}}{I}}=\exp\{-\int _{L}f(x)dx\},}
тобто в результаті сканування отримуються лінійні інтеграли функції {\displaystyle f} по кожній з прямих {\displaystyle L.}

## Алгебраїчний метод реконструкції
Методи Фур'є ставлять перед собою задачу відновлення об'єкту у зворотному просторі, тоді як алгебричні методи діють завжди у прямому просторі. Чинником правильності реконструкції об'єкту у алгебричних методах є збіг отриманих у експерименті рентгенівських проєкцій, із проєкціями, отриманими від відновленого об'єкта. 
Алгебричні методи реконструкції мають на увазі задачу томографії як систему лінійних рівнянь:
{\displaystyle WV=P,}
де {\displaystyle V} - невідомий стовпець розмірності {\displaystyle N\times 1,} який містить значення усіх {\displaystyle N=n^{3}} значень рентгенооптичної щільності елементів об'єму (вокселів) у {\displaystyle n\times n\times n} сітці реконструкції;
{\displaystyle P} - вектор, який складається з {\displaystyle R\times 1} елементів й містить усі дані усіх проєкцій, {\displaystyle R=M\times R_{m},} де {\displaystyle M} - число проєкцій, {\displaystyle R_{m}} - число елементів у одній проєкції;
{\displaystyle W} - матриця розміром {\displaystyle R\times N,} яка містить вагові коефіцієнти {\displaystyle w_{ij},} кожний з яких представляє міру впливу елемента об'єму {\displaystyle v_{j}} на промінь {\displaystyle r_{i},} який проходить через пікель {\displaystyle p_{i}.}
Таким чином, рівняння переписується як:
{\displaystyle {\begin{cases}w_{11}v_{1}+w_{12}v_{2}+w_{13}v_{3}+...+w_{1N}v_{N}=p_{1},\\w_{21}v_{1}+w_{22}v_{2}+w_{23}v_{3}+...+w_{2N}v_{N}=p_{2},\\........................................,\\w_{M1}v_{1}+w_{M2}v_{2}+w_{M3}v_{3}+...+w_{MN}v_{N}=p_{M}.\end{cases}}}
{\displaystyle W} - прямокутна матриця великих розмірів і знайти рішення напряму
{\displaystyle V=W^{-1}P} не представляється можливим. 
Для вирішення подібних систем використовується метод Кацзмарза. 

## Застосування
Даний вид застосовується під час контролю технологічних трубопроводів, металоконструкцій, технологічного обладнання зі сталі, кольорових металів і матеріалів в різних галузях промисловості та будівельного комплексу.
Радіографічний контроль застосовують для виявлення в зварних з'єднаннях тріщин, непроварень, пор, шлакових, вольфрамових, окисних і інших включень. Радіографічний контроль застосовують також для виявлення пропалень, підрізів, оцінки величини опуклості кореню шва, недоступних для зовнішнього огляду.